# Værø sogn
Værø sogn i Halland var en del af Viske herred. Værø distrikt dækker det samme område og er en del af Varbergs kommun. Sognets areal var 67,63 kvadratkilometer, heraf land 66,53. I 2020 havde distriktet 4.582 indbyggere. Landsbyerne Bua og Værøbacka ligger i sognet, såvel som Ringhals atomkraftværk og Sødra Cell Værø.
Navnet (1378 Wæræ) stemmer fra 'væra' (oldhallandsk bopæl). Befolkningen steg fra 1810 (1.589 indbyggere) til 1880 (3.252 indbyggere). Derefter faldt den, så der i 1960 var 2.284 indbyggere i Veddige. Siden er befolkningen steget. Mellem 1970 og 1980 steg befolkningen særligt hurtigt, da Ringhals atomkraftværk og Sødra Cell Værø blev bygget. 
Der er tre naturreservater i sognet: Vendelsøarna og Åkraberg er del af EU-netværket Natura 2000, mens Biskopshagen er et kommunalt naturreservat.